# Stand By
Chansons représentant Saint-Marin au Concours Eurovision de la chanson
Complice
(2008) The Social Network Song
(2012)
Stand By est la chanson représentant Saint-Marin au Concours Eurovision de la chanson 2011 à Düsseldorf en Allemagne. Elle est interprétée par la chanteuse Senhit.

## Eurovision
Après une première apparition en 2008 (où elle finit dernière de la première demi-finale), des absences en 2009 et 2010 pour des raisons financières, San Marino RTV décide de revenir en 2011. Le 3 février 2011, elle présente sa sélection interne, la chanteuse Senhit. La semaine suivante, elle présente dans une émission de télévision la chanson Stand By ainsi que son clip réalisé à Londres. La chanson est en anglais pour correspondre à la volonté de San Marino RTV d'avoir une large diffusion dans les radios européennes. Senhit fait une tournée s'arrêtant dans la plupart des pays du concours.
La chanson est d'abord présentée lors de la première demi-finale le 10 mai 2011. Elle est la douzième de la soirée, suivant One Life interprétée par Glen Vella pour Malte et précédant Celebrate interprétée par Daria Kinzer pour la Croatie.
Flanquée de deux guitaristes et de trois choristes, Senhit apparaît sur scène vêtue d'une robe moulante blanche conçue par la designer britannique Elizabeth Emanuel. Dans un communiqué de presse, SMRTV décrit la présence sur scène comme une atmosphère de club avec des fontaines de fumée et des projecteurs entourés d'écrans LED noirs. La chorégraphie de la performance est créée par Shaun Fernandes, qui avait auparavant contribué au concours pour les participations britanniques de 1993, 1994 et 2002. Fernandes est aussi metteur en scène, gérant les angles de caméra et le positionnement général de l'ensemble sur la scène.
À la fin des votes, la chanson obtient 34 points et finit à la seizième place sur dix-neuf participants. Elle ne fait pas partie des dix premières chansons qui sont sélectionnées pour la finale.

### Points attribués à Saint-Marin lors de la première demi-finale
| 12 points           | 10 points | 8 points  | 7 points | 6 points              |
| ------------------- | --------- | --------- | -------- | --------------------- |
|                     |           | - Albanie |          | - Azerbaïdjan - Malte |
| 5 points            | 4 points  | 3 points  | 2 points | 1 point               |
| - Arménie - Turquie |           |           | - Grèce  | - Croatie - Géorgie   |